# حبيب الله الرشتي
الشيخ حبيب الله بن محمد علي خان بن إسماعيل خان الرشتي (1234 هـ - 1312 هـ). رجل دين وفقيه ومرجع شيعي إيراني كان من كبار زعماء الشيعة الإثني عشريَّة في إيران والعراق.

## نبذة بسيطة
ولد عام 1234 هـ بمدينة رشت في شمال إيران - عهد الدولة القاجارية -. درس المقدمات في مسقط رأسه - رشت -، ثم سافر إلى قزوين عام 1252 هـ لإكمال دراسته، وبقي فيها حتى عام 1259 هـ لإكمال دراسته، ومن أساتذته هناك محمد حسن النجفي، ومرتضى الأنصاري، وعبد الكريم الإيرواني.
أصبح من مدرسي مرحلة السطوح العالية المعروفين بعد وفاة أستاذه مرتضى الأنصاري، فأخذ كثير من رجال الدين بالحضور دروسه في الفقه والأصول كثير من رجال الدين والمجتهدين؛ وكان من تلامذته: فتح الله الأصفهاني، ومحمد القمي المعروف بالأرباب، ومحمد باقر الدرجه ئی، وأبو الحسن الموسوي الأصفهاني، ومحمد رضا الأصفهاني، وأبو القاسم الأشكوري الجيلاني، ومحمد حسین الدرجئي، ومحمد باقر الدرجئي، ومهدي الحيدري، ونور الله النجفي الإصفهاني، وإسماعيل النوري الطبرسي، وشعبان الكيلاني النجفي، وأبو الحسن الشعراني، وأبو تراب الخونساري، وأبو الفضل الطهراني، وأبو القاسم الدهكردي الأصفهاني، وأحمد الخسرو شاهي، وأبو الفضل الرشتي، وحبيب الله الخوئي، وإسحاق الزنجاني، وأحمد العراقي، وأحمد الرشتي، وحسين القمي.

## مؤلفاته
للرشتي عدد من الكتب والمصنفات والرسائل باللغتين العربية والفارسية، ومنها:
| - بدائع الأفكار. يقع هذا الكتاب في مجلد كبير في مهمات مباحث علم الأصول. - التقريرات. تقريرات دروس شيخه مرتضى الأنصاري في الفقه والأصول. - الإلتقاط في الفقه. هو شرح على كتاب شرائع الإسلام، وطبعت كثير من أجزاءه في كتب مستقلة مما دعى الطهراني لأن يورد عناوين كل كتاب طبع مستقلاً، فذكر منها: - كتاب الطهارة. يقع في مجلدين. - كتاب الغصب. - كتاب الإجارة. قال الطهراني في وصف هذا الكتاب: ”هو أحد مجلدات شرحه المبسوط على الشرايع ومعه البيع الفضولي والمعاطاة وطبع أيضا كتاب الغصب منه مستقلاً“. - كتاب الزكاة. - كتاب الوقف. - كتاب القضاء والشهادات. - كتاب الوقف والصدقات. - كتاب صلاة المسافر. - الخلل في الصلاة. | - الإمامة. مؤَلف باللغة الفارسية يناقش فيه مسألة الإمامة؛ ذكر هذا الكتاب الطهراني في الذريعة قائلاً عنه: ”فارسي مبسوط“، ثم قال: ”أقام عليها براهين خاصة به لم يسبقه أحد في الاستدلال بها“. - كاشف الظلام في حل معضلات الكلام. كتاب باللغة الفارسية في علم الكلام، وقد قال الطهراني واصفاً إياه: ”بسط فيه القول في الإمامة بإقامة البراهين الجلية التي استنبطها هو واستخرجها من الكتاب والسنة النبوية.“ - اجتماع الأمر والنهي. - رسالة في المشتق. - رسالة في اللباس المشكوك. - تقليد الأعلم. - التعادل والتراجيح. - الرسالة العملية. رسالة الرشتي العملية الحاوية لفتاواه التي يعمل بها مقلدوه. - رسالة في الضد واقتضاء الأمر بشيء النهي عنه وعدمه. |

## وفاته
تُوفي في الرابع عشر من جمادى الآخرة 1312 هـ بمدينة النجف ودُفن فيها.